# 科利奇帕克 (佐治亚州)
科利奇帕克（英语：College Park）是美国佐治亚州富尔顿县和克莱顿县的一个城市，毗邻亚特兰大市的南部边界。截至2010年人口普查，人口为13942：哈兹菲尔德-杰克逊亚特兰大国际机场部分位于该市的边界（包括国内航站楼，T、A大厅和大约三分之二的B大厅），佐治亚州国际会议中心（Georgia International Convention Center）也位于该市。这座城市是《国家史迹名录》登记的佐治亚州第四大城市历史区的所在地。